# Gijzenrooi (Geldrop)
Gijzenrooij is een wijk in Geldrop in de gemeente Geldrop-Mierlo, in de Nederlandse provincie Noord-Brabant. Het wordt in het noorden begrensd door de Eindhovenseweg, in het oosten door de bebouwing van Geldrop, in het zuiden door de grens met Heeze en in het westen door de grens met Eindhoven.
Het gebied ontleent zijn naam aan het gehucht Gijzenrooi. Het is vrijwel onbebouwd. In het noorden bevindt zich het sportpark de Bronzen Wei. De naam is vermoedelijk een verbastering van De Baron z'n wei. Het is de thuishaven van HC Geldrop en aangrenzend bevindt zich de Golfclub Riel. In het zuiden bevindt zich een recreatiegebied met een sauna, partycentrum (op het terrein van de voormalige midgetgolfbaan), zwembad (De Smelen), thuishaven van zwemvereniging Thalassa en de visvijvers van de IJzeren Man. Het grootste gedeelte wordt in beslag genomen door natuurgebied de Gijzenrooise Zegge.
Dorpen: Geldrop · Hoog Geldrop · Mierlo 

Buurtschappen: Bekelaar · 't Broek · De Loo · Genoenhuis · Goor . Gijzenrooi · Heiderschoor · Hout · Hulst · Loeswijk · Luchen · Overakker · Trimpert · Voortje

Wijken van Geldrop: Akert · Braakhuizen-Noord · Braakhuizen-Zuid · Centrum · Coevering · Gijzenrooi · Skandia 

Noord-Brabant: Steden en dorpen      Nederland: Provincies · Gemeenten